# Serjania hebecarpa
Serjania hebecarpa là một loài thực vật có hoa trong họ Bồ hòn. Loài này được Benth. miêu tả khoa học đầu tiên năm 1851.